# Lepanthes unguicularis
Lepanthes unguicularis är en orkidéart som beskrevs av Henry August Hespenheide. Lepanthes unguicularis ingår i släktet Lepanthes och familjen orkidéer. Inga underarter finns listade i Catalogue of Life.